# プルコギ
プㇽコギ（朝: 불고기、英：Bulgogi / Fire Meat）は、朝鮮半島の代表的な肉料理の一つ。醤油ベースで甘口の下味をつけた薄切りの牛肉を、野菜や春雨と共に焼く、あるいは煮るといった工程を経て作る朝鮮料理である。

## 概要
「プㇽ」（불）は「火」、「コギ」（고기）は「肉」の意味だが、朝鮮語では、通常、平音がㄹ（＝l）のあとで有声化して濁るので、プㇽゴギ [pulgogi] がより原語に近い発音である。しかし、今現在、日本ではプルコギという表記がより多く使われている。
飲食店などではテーブルで、プㇽコギパン（불고기판、プㇽコギ専用の鍋）を使って調理される。一般にプㇽコギパンは中央が盛り上がっており、周辺に溜まった肉汁に漬けながら中央で肉や野菜を焼き、煮る。最初から鍋の縁にスープを張る店もある。他にも、網で焼いたり、また平たい普通の鍋で煮て作ることもあるなど、地域や店、家庭によって調理方法はさまざまである。プㇽコギパン自体も材質・形状など多種多様に開発されている。できあがりは日本のすき焼きに近いが、単に肉野菜炒めのようなものや、具だくさんのスープ料理になることもある。肉は主に牛ロースやヒレなど赤身が使われる。豚肉を使えばテジプㇽコギ（돼지불고기）となる。
ヤンニョムにナシ・リンゴ、さらに近年はキウイなどの果物を用いるのは、甘味・風味を加えると共に、肉を柔らかくするためである。肉を柔らかくするために、繊維を断ち切るような切り方をしたり、ヤンニョムに漬ける前に砂糖・清酒・ナシの果汁などを直接揉み込むといった工夫が加えられる。
醤油・砂糖・蜂蜜・清酒・ごま油などの調味料と、おろしたニンニクやショウガ、さらにナシやリンゴなどもおろして加えてよく混ぜたヤンニョムに、薄切り肉（牛ロース、ヒレなど）を漬ける。漬ける時間は肉の質やレシピなどにより30分から一晩とさまざまである。漬けた肉は玉ねぎ・長ねぎ・きのこ・春雨などと共に焼いて、あるいは煮て、好みによってはサンチュなどに包んで食べる。

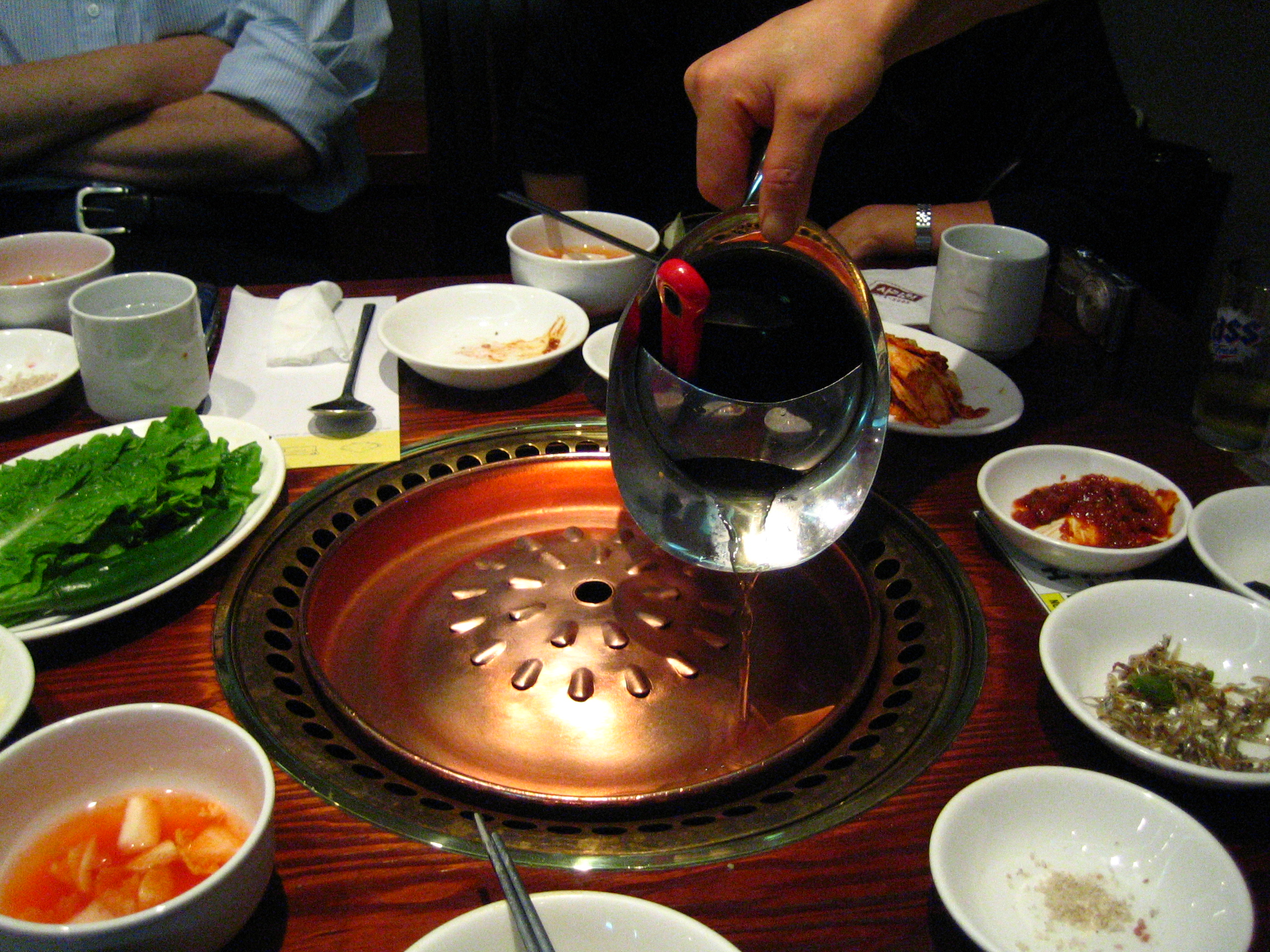
準備。プㇽコギパンの縁にスープを張っている
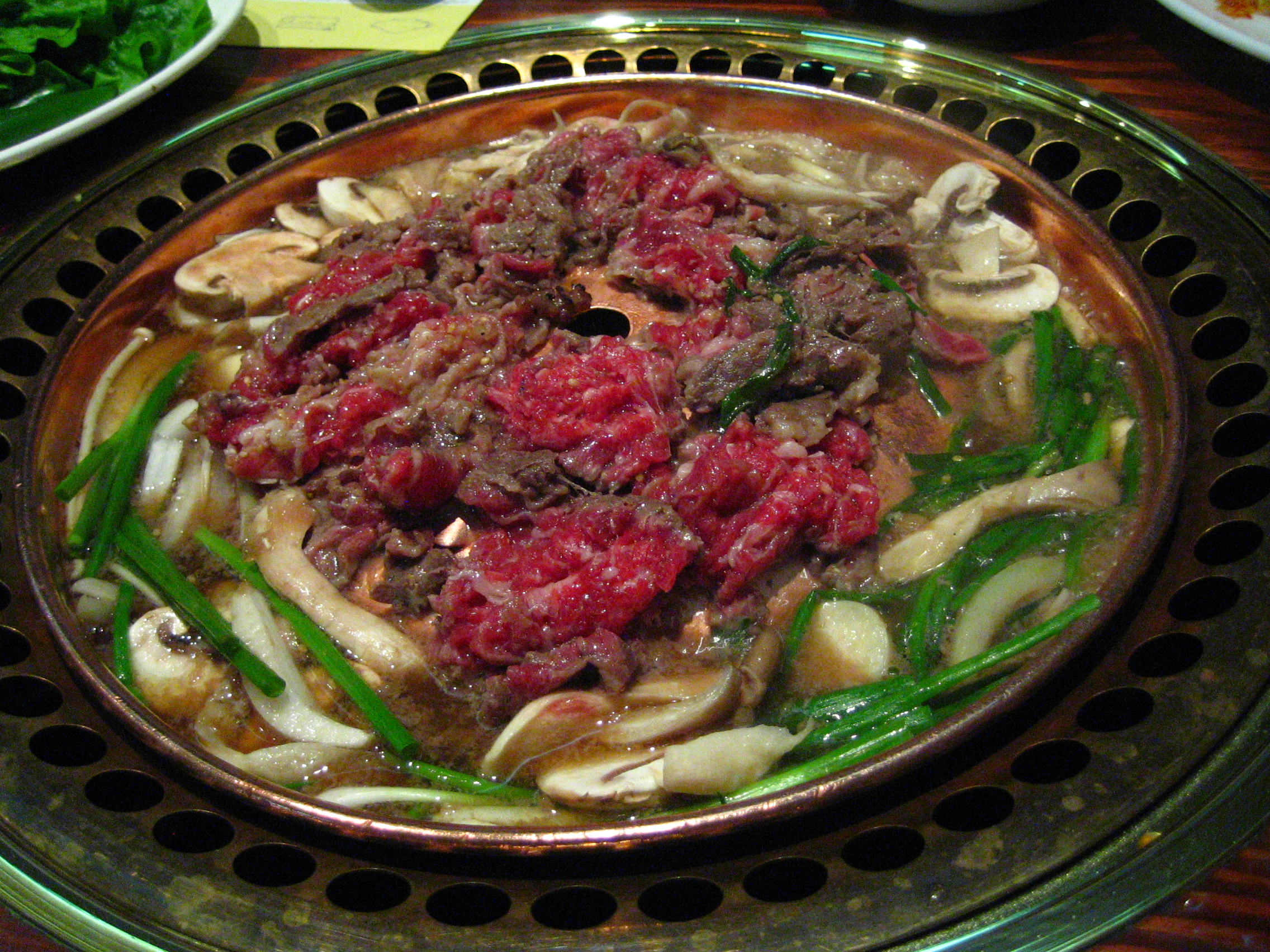
左写真のつづき。調理中のプㇽコギ
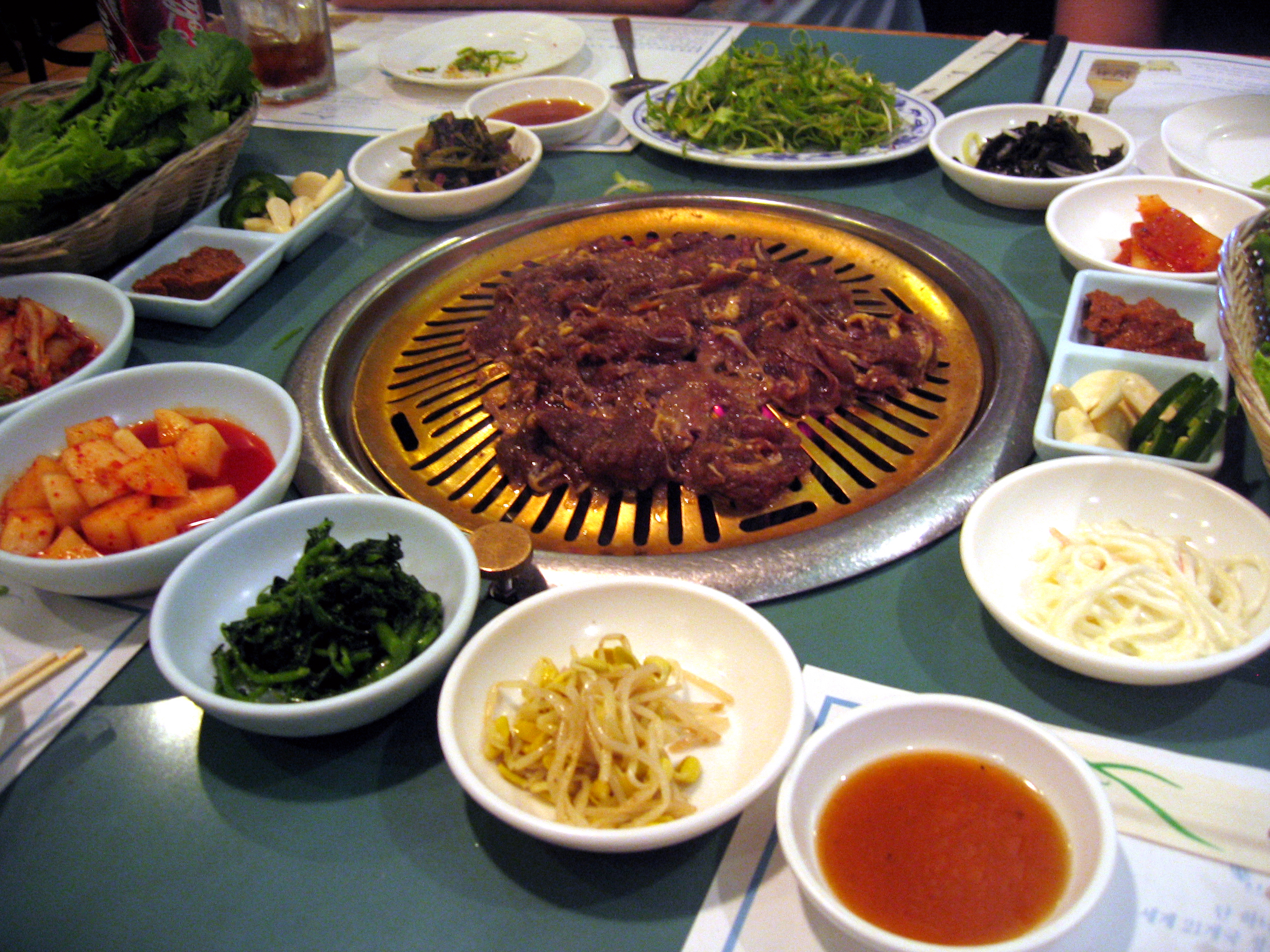
網のようなプㇽコギパンで焼くスタイル
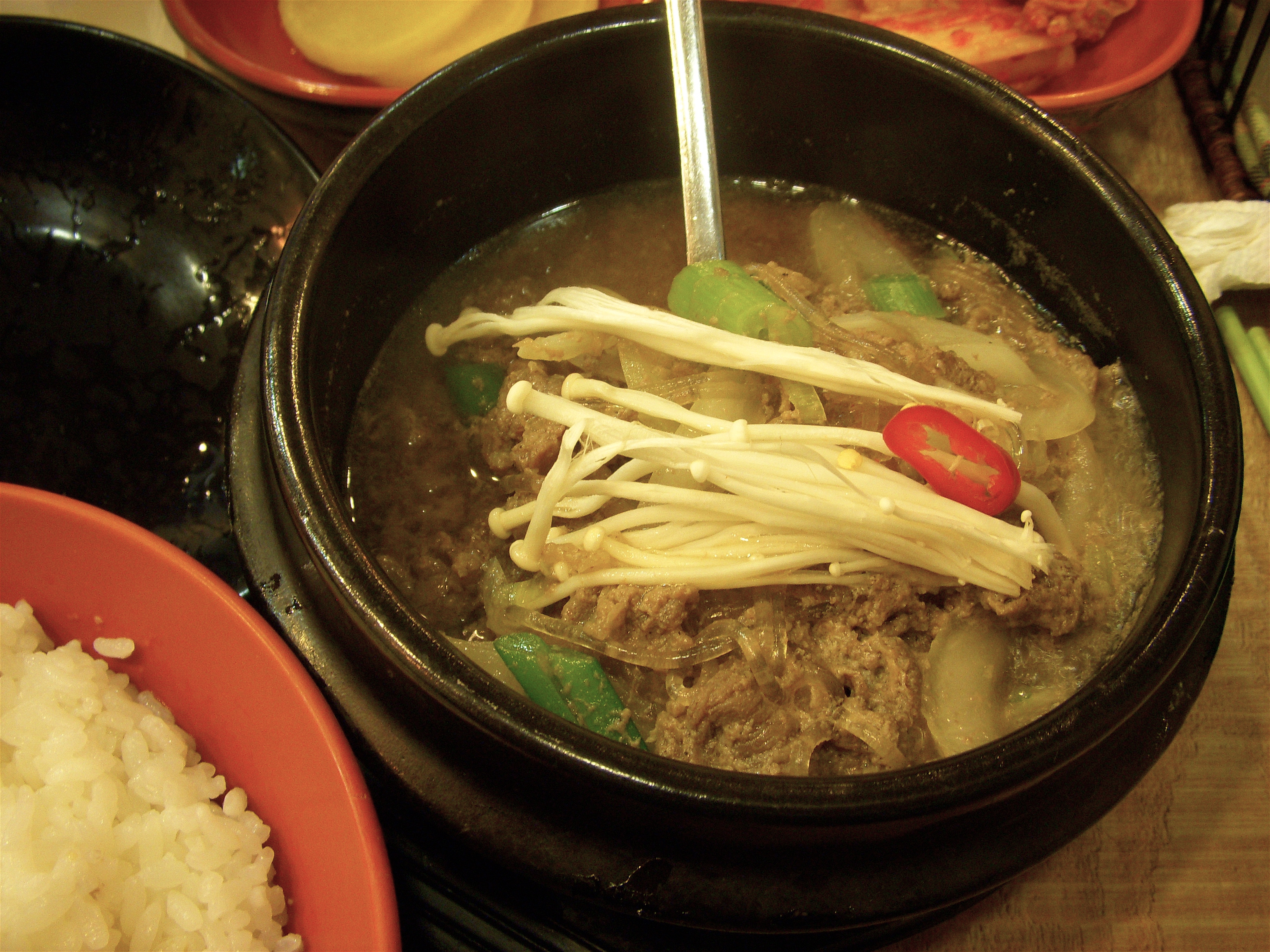
小鍋に入ったスープのようなトゥッペギ・プルコギ

上述のように材料や調理方法は多彩である。炭火で網焼きするスタイルや、下味は調理する直前につけるスタイルなどが生まれつつある。また、キムパブにこの肉を入れた「プㇽコギキムパブ」なども登場し、日本ではそのままご飯に乗せた「プㇽコギ丼」を見かける。さらに、プㇽコギ味の肉を乗せて焼いた「プㇽコギピザ」や、ハンバーガーのミートパティにプㇽコギの味付けをした「プㇽコギバーガー」など、その味は朝鮮料理以外にも広がっている。
一方、イカ（オジンオ）と豚バラ肉（サムギョプサル）を唐辛子ベースの辛いヤンニョムに漬け込んでから炒めるオサムプルコギなる料理も登場して海鮮料理店などで提供されている。材料・味覚ともプルコギとは異なるものだが、焼く前に漬け込んでおくことと、テーブルで調理しながら食べるスタイルから命名されたと考えられる。

## 誕生の経緯
李氏朝鮮時代に一部の貴族階級の冠婚葬祭用の高級宮中料理としてのみ肉食文化が発展した。しかし、醤油ベースのプㇽコギとはまったく異なり、スタイルも焼いた肉を盛り付けてから食べるような高級料理だった。韓国農水産食品流通公社によるとプㇽコギの正確な始まりは、朝鮮戦争で家を失った庶民が屋外でコンロを囲んで食事をするようになり、醤油ベースで味付けをしたあとに鉄板で焼いて食べたことからである。
カルビグイなどと同じく、紀元前後のころ満州の付近に居住していた民族・濊貊の肉料理であるメッチョク（貊炙 / ばくせき）が起源とされている。『釈名』「釈飲食」によれば、貊炙は「胡貊より出ずる」料理であり、「全体もて之を炙り、各自刀をもって割く。」すなわち丸焼きないし大きな一枚肉として焼いて、各人が切り取って食べるものであると記述されている。高麗期は国王と宰相、貴族を除けば仏教の普及により肉食が禁じられたが、13世紀からの元の支配などによって肉食の習慣と技術が復活した。開城（ケソン）では、肉を柔らかくするために焼く途中で冷水に浸して再び焼くという料理ソリャミョク（雪夜覓）が名物とされた。雪夜覓は雪夜覓炙とも呼ばれている。高麗後期の肉食文化は、中国（元朝）に「高麗肉」という名前でも伝播した。この名前は中国北宋の時代、雪の夜に趙普が太祖らを炭火焼の肉でもてなした故事にちなむとされている。李氏朝鮮になると、宮中では味付け肉を厨房で焼いて供するノビアニが作られるようになり、これが食卓で調理するプルコギに発展した。ノビアニは、刻んだ肉や切り込みを入れた肉で作るハンバーグのような料理となり、現在も朝鮮料理店で出される「韓定食」と呼ばれるメニューのひとつに登場することがある。

## 歴史
「プルコギ」という用語が初めて見られるのは1922年4月1日「開闢」第22号に載せられた氷虚玄鎮健の小説「堕落者」だ。 ここでの「プルコギの塊」は、宮廷風焼肉の塊というよりは、「焼いた肉の塊」の意味に見える。 その他の文献で発見される「プルコギ」という単語は、宮廷風焼肉（1926年）、クッパ屋さんのプルコギ（1927年）、平壌（ピョンヤン）の名物焼き網プルコギ（1935年、1939年）、慶尚道酒の肴プルコギ（1936年）などだ。 そして大衆歌謡でおかずとしてのプㇽコギ(1938)が登場した。 その意味は違うが、「プㇽコギ」という単語がすでに1930年代半ばには全国的に通用したことが分かる。日韓併合時代(1910－1945年)、多くの日本人が朝鮮半島でプㇽコギとカルビ焼きを食べた記録から見て、このような過程を通じてプㇽコギが焼肉として日本にも伝播されたと考えられる。特に平壌式プㇽコギは現代日本の焼肉と似ており、平壌地域のプㇽコギが日本に伝播された可能性がある。 時代的背景が1924年と明らかになっている、1927年2月1日付の「別乾坤」に掲載された小説「廃物」と1929年9月27日の「別乾坤」の記事などから、1920年代半ば頃にはカルビ焼きが居酒屋や大衆食堂で商業化されたことが分かる。 牛肉に比べて豚肉は部位が分化しておらず、調理法も多様ではなかったと考えられる。 「低肉」と「豚肉」という単語が全て使われ、豚肉焼きが最も代表的な調理法だった。 焼肉の食文化「発電機」である1945年から1975年の間には「韓日館(1939年創業)」、「ウレオク(1946年創業)」、「オクドルジプ(1948年創業)」などの焼肉専門店が形成された。 プルコギの大衆化が進むにつれ、「宮廷風焼肉」を継承する「グリルプルコギ」が依然として存在する状況で「スーププルコギ」が登場したが、最初の登場時期は朝鮮戦争以後1960年以前だと考えられる。 1960年代初めに日本の肉節期が韓国に導入され始め、韓国初のプルコギ鉄板特許は1962年に「プルコギグリル」という名称でパク·ヨンチャンが出した。 水原カルビの元祖「花春屋」は1945年に創業し、大衆的で安価な二東カルビも抱川郡二東面一帯に1950、60年代の間に生まれカルビ焼き集団村落を形成した。 伝統的に味付け焼きが主流だった私たちの肉類焼き文化で生肉を焼いて食べる「ロース焼き」が1970年代に入って人気のある食べ物になった。 そして牛肉選好傾向が明確な中で豚肉焼きは韓国の食文化に慣れていなかったが、1950年代半ばには豚カルビを主業種とする専門店ができるほど次第に慣れてきた。 焼肉食文化の「全盛期」である1975年から2000年の間の時期を見れば、1970年代半ばから韓国の肉類消費量が急激に増加し、1976年9月に外国産牛肉が初めて輸入された。 1980年代に入ってからはスーププㇽコギが優勢になり、プㇽコギは最も人気のある外食メニューであり、韓国人が一番好きな食べ物として相当な期間しっかりと位置づけられた。 1980年初めから江南地域に大型公園式カルビ屋が登場した。 その後、江北の伝統ある商圏から江南の開発地域に顧客が集まるようになった。 一方、水原、抱川地域のカルビ屋は1980年代に入ってからさらに繁盛し、大型化した。 1990年代初めからは生ロース、生カルビなど生肉をさらに好む傾向が現れ「プルコギ」自体は衰退が始まったが、「プㇽコギの後光」を着た「プㇽコギバーガー」が開発されたりもした。